# Lijst van beschermd erfgoed in Herve
Onderstaande tabel geeft een overzicht van de beschermde erfgoederen in de gemeente Herve. Het beschermd erfgoed maakt onderdeel uit van het cultureel erfgoed in België.
| Object | Bouwjaar/architect | Deelgemeente | Adres                                                    | Coördinaten                   | Nummer?                | Afbeelding |
| --- | ------------------ | ------------ | -------------------------------------------------------- | ----------------------------- | ---------------------- | --- |
| Boerderij Nazareth: hoofdgevel |                    |              | avenue Reine Astrid n°15, Herve                          | 50° 38' 42" NB, 5° 47' 59" OL | 63035-CLT-0001-01 Info | |
| Sint-Jan-de-Doperkerk ('Saint-Jean Baptiste') |                    |              |                                                          | 50° 38' 23" NB, 5° 47' 42" OL | 63035-CLT-0002-01 Info | Sint-Jan-de-Doperkerk ('Saint-Jean Baptiste') |
| Monumentale fontein achter het gebouw |                    |              | rue Jardon n°11, Herve                                   | 50° 38' 14" NB, 5° 47' 36" OL | 63035-CLT-0004-01 Info | |
| Voormalig klooster van Récollectines: gevels en daken, kapel en gebouw van klooster en kloosterinterieur |                    | Herve        | rue Haute, Herve                                         | 50° 38' 34" NB, 5° 47' 46" OL | 63035-CLT-0005-01 Info | Voormalig klooster van Récollectines: gevels en daken, kapel en gebouw van klooster en kloosterinterieur                                           |
| Sint-Apollinariskerk |                    | Bolland      |                                                          | 50° 39' 43" NB, 5° 45' 45" OL | 63035-CLT-0008-01 Info | Sint-Apollinariskerk |
| Kapel Onze Lieve Vrouw van Noblehaye ('Chapelle Notre-Dame de Noblehaye') |                    | Noblehaye    |                                                          | 50° 39' 4" NB, 5° 45' 48" OL  | 63035-CLT-0010-01 Info | Kapel Onze Lieve Vrouw van Noblehaye ('Chapelle Notre-Dame de Noblehaye')                                                                          |
| Het kasteel en de boerderij van Bolland en het ensemble van het kasteel, de boerderij, de kerk en het park |                    | Bolland      |                                                          | 50° 39' 43" NB, 5° 45' 42" OL | 63035-CLT-0011-01 Info | Het kasteel en de boerderij van Bolland en het ensemble van het kasteel, de boerderij, de kerk en het park                                         |
| Ensemble van het kasteel, boerderij, kerk en park |                    | Bolland      | Bolland                                                  | 50° 39' 49" NB, 5° 45' 18" OL | 63035-CLT-0012-01 Info | Ensemble van het kasteel, boerderij, kerk en park                                                                                                  |
| Boerderij |                    |              | Noblehaie n°104, Bolland                                 | 50° 39' 3" NB, 5° 45' 52" OL  | 63035-CLT-0013-01 Info | |
| Boerderij |                    |              | Vilage n°260-261, Chaineux                               | 50° 38' 2" NB, 5° 49' 37" OL  | 63035-CLT-0015-01 Info | |
| Gebouw |                    |              | Grand Vinâve 30, Charneux                                | 50° 40' 7" NB, 5° 48' 17" OL  | 63035-CLT-0016-01 Info | |
| Sint-Sebastiaankerk |                    | Charneux     | Charneux                                                 | 50° 40' 10" NB, 5° 48' 18" OL | 63035-CLT-0018-01 Info | Sint-Sebastiaankerk |
| Boerderij: gevels, puntgevels, daken en de twee zijvleugels |                    |              | rue de la Sauvenière n°116                               | 50° 40' 17" NB, 5° 47' 25" OL | 63035-CLT-0020-01 Info | |
| Boerderij |                    |              | rue de la Halle n°18, Grand-Rechain                      | 50° 36' 23" NB, 5° 48' 36" OL | 63035-CLT-0021-01 Info | |
| Gebouw genaamd "Père Eternel": gevels, daken en bordes |                    | Herve        | rue Jardon n°88, Herve                                   | 50° 38' 15" NB, 5° 47' 24" OL | 63035-CLT-0022-01 Info | Gebouw genaamd "Père Eternel": gevels, daken en bordes                                                                                             |
| De voorste en achterste gevels en daken van het gebouw, inclusief het hoofdgebouw, de omliggende muur langs de toegangsweg en de twee kalkstenen pijlers die het hekwerk van de entree van het huis |                    |              | Renouprez n°283, Herve                                   | 50° 40' 14" NB, 5° 49' 39" OL | 63035-CLT-0023-01 Info | |
| De kapel van Sainte-Agathe en het ensemble van het gebouw met zijn omgeving |                    | Chaineux     |                                                          | 50° 38' 2" NB, 5° 49' 48" OL  | 63035-CLT-0024-01 Info | De kapel van Sainte-Agathe en het ensemble van het gebouw met zijn omgeving                                                                        |
| Gevels, daken en de vier open haarden (een op de begane grond en drie boven) van het huis |                    |              | rue Leclercq n°66                                        | 50° 38' 32" NB, 5° 47' 50" OL | 63035-CLT-0025-01 Info | |
| Gevels en daken van het huis |                    |              | Halleux n°341                                            | 50° 40' 25" NB, 5° 49' 11" OL | 63035-CLT-0026-01 Info | |
| Totaliteit van het hoofdgebouw (interieur en exterieur) en het entreeportaal van de boerderij Gerardy |                    |              | n°58, Houlteau                                           | 50° 37' 49" NB, 5° 50' 36" OL | 63035-CLT-0027-01 Info | |
| Gevels en totaliteit van het dak van het huis |                    |              | rue d'Elvaux n°7, Herve                                  | 50° 38' 20" NB, 5° 47' 40" OL | 63035-CLT-0028-01 Info | Gevels en totaliteit van het dak van het huis |
| Gevels en daken van het hoofdgebouw en de communs van de boerderij van Havremont |                    |              | Sarémont 12 (voorheen Havremont rue Grétry 140), Bolland | 50° 39' 23" NB, 5° 46' 33" OL | 63035-CLT-0029-01 Info | |
| Gebouw |                    |              | avenue des Platanes n°156, Grand-Rechain                 | 50° 36' 28" NB, 5° 48' 39" OL | 63035-CLT-0030-01 Info | |
| Gevels en daken van het hoofdgebouw en de geplaveide binnenplaats van het gebouw |                    |              | Es Bosse n°255, Chaîneux                                 | 50° 38' 16" NB, 5° 49' 54" OL | 63035-CLT-0031-01 Info | |
| De hoofdgevel en een dakvlak aan de voorzijde van het huis |                    |              | Grand Vinâve 11, Charneux                                | 50° 40' 9" NB, 5° 48' 21" OL  | 63035-CLT-0032-01 Info | |
| Hoofdgevel en dakvlak aan de voorzijde van de boerderij |                    |              | Holiguette 220, Charneux                                 | 50° 41' 42" NB, 5° 47' 49" OL | 63035-CLT-0033-01 Info | |
| Gevels en daken van het gedeelte gebouw in de 17e eeuw van het gebouw genaamd "Le Prieuré", en de totaliteit van het interieur, met name de schoorstenen, stucwerk-plafonds, het vertrek en de eerste vlucht van de trap, met op de etage alle houtwerk van het interieur: nis, deuren en luiken van de genoemde trap |                    |              | rue du Village n°276, Chaineux                           | 50° 38' 2" NB, 5° 50' 5" OL   | 63035-CLT-0034-01 Info | |
| Gevels en daken van de boerderij en het ensemble van de boerderij en de omliggende terreinen |                    |              | Xhéneumont n°7-8, Battice                                | 50° 38' 14" NB, 5° 48' 56" OL | 63035-CLT-0035-01 Info | |
| Straatgevel, dak, de trap en twee open haarden in het huis |                    |              | rue du Marché n°16, Herve                                | 50° 38' 28" NB, 5° 47' 44" OL | 63035-CLT-0036-01 Info | Straatgevel, dak, de trap en twee open haarden in het huis                                                                                         |
| Orgel van A. Clerinx in Sint-Gilliskerk |                    | Chaineux     | Chaineux                                                 | 50° 37' 54" NB, 5° 50' 5" OL  | 63035-CLT-0038-01 Info | |
| De gevels en daken van de twee delen van het 18e eeuw Maria Theresia College, in Herve |                    |              | rue du Collège 26, Herve                                 | 50° 38' 21" NB, 5° 47' 44" OL | 63035-CLT-0039-01 Info | De gevels en daken van de twee delen van het 18e eeuw Maria Theresia College, in Herve                                                             |
| Ensemble van gebouwen van de oude abdij van Godsdal en de omliggende terreinen, te Charneux (de gebouwen en abdij zelf liggen in de gemeente Aubel) |                    | Charneux     |                                                          | 50° 41' 57" NB, 5° 48' 20" OL | 63035-CLT-0041-01 Info | Ensemble van gebouwen van de oude abdij van Godsdal en de omliggende terreinen, te Charneux(de gebouwen en abdij zelf liggen in de gemeente Aubel) |
| Bos van Moraithier |                    |              |                                                          | 50° 35' 35" NB, 5° 47' 24" OL | 63035-CLT-0042-01 Info | |
| Oude grenspaal genaamd "Belle Pierre", op het aquaduct boven de stroom met de naam "ruisseau du Pont Clory" |                    | Xhendelesse  |                                                          | 50° 37' 2" NB, 5° 45' 52" OL  | 63035-CLT-0043-01 Info | Oude grenspaal genaamd "Belle Pierre", op het aquaduct boven de stroom met de naam "ruisseau du Pont Clory"                                        |